# Conobea aquatica
Espèce
Classification APG III (2009)
Conobea aquatica est une espèce de plantes à fleurs herbacées sud-américaine appartenant à la famille des Plantaginaceae (anciennement Scrophulariaceae). Conobea aquatica est l'espèce type du genre Conobea.
Elle est appelée Pataqueira au Brésil.

## Description
Conobea aquatica est une plante herbacée prostrée, rampante, étalée ou grimpante, souvent immergée, avec des tiges charnues radicantes. Ses feuilles sont sessiles, cordées, orbiculaires ou suborbiculaires, opposées-décussées, embrassantes à la base et denticulées, longues de 0,5–0,8(–1) cm et généralement un peu plus larges
. Les fleurs axillaires sont solitaires ou groupées par 2 ou 3, portées par un pédoncule grêle, bractéolé et long de 10-15 mm. Le calice est composé de 5 parties inégales. La corolle est bleu violacé, et tubulaire avec 5 lobes arrondis.

## Répartition
On rencontre Conobea aquatica du Venezuela au Brésil (Amapá, Pará, Minas Gerais, Roraima), en passant par Trinidad et Tobago, le Guyana, le Suriname, la Guyane.

## Écologie
Conobea aquatica pousse entre (0)50–500 m d'altitude. Elle affectionne les zones humides des savanes, les fossés, les rives boueuses des mares, et les berges des cours d'eau. En Guyane, elle fleurit de novembre à janvier.

## Utilisations
Conobea aquatica fait partie de plantes employées dans le Pará pour composer des poudres, macérats et pots-pourris de plantes aromatiques destinés à parfumer la maison.

## Histoire naturelle
En 1775, le botaniste Aublet propose la diagnose suivante : 
« CONOBEA aquatica. (Tabula 258.) 

Herba procumbens. Caules & Raminodoſi, quadrangulares, marginibus alatis. Folia reniformia, ſeſſilia, oppoſita, undulata. Flores ſolitarii vel bini oppoſiti, pedunculati, axillares. Corollæ cærulæ. 
Floret Junio. 

Habitat ad ripam & ſuprà aquam foncis, propè domum domin, Duchaſſis, in Guiana. »

« LA CONOBE aquatique. (PLANCHE 258.)
Cette plante eſt traçante, & les rameaux qui s'élèvent, ſe répandent ſur les herbes voiſines. Ses racines ſont des paquets de menues fibres qui ſortent des nœuds. Les tiges & les rameaux ſont noueux, quarrés; & chaque angle eſt bordé dans toute la longueur d'un très petit feuillet mince, tranchant. 
Les feuilles ſont deux à deux, oppoſées, & embraſſent les nœuds des tiges qui ſont éloignées l'un de l'autre de trois quarts de pouce. Elles ſont en forme de rein, pliées par leurs nervures, & ondulées à leurs bords. 
Les fleurs naiſſent ou deux à deux oppoſées, ou ſolitaires à l'aiſſelle des feuilles. Leur pédoncule eſt grêle, long d'environ un pouce. 
Le calice eſt d'une ſeule pièce, diviſé en cinq parties aiguës, & garni à ſa baſe de deux petits feuillets longs, étroits & pointus. 
La corolle eſt d'une ſeule pièce irrégulière & anguleuſe. Son tube eſt court, un peu renflé à ſon ouverture, & ſon limbe eſt partagé en deux lèvres, dont la ſupérieure eſt relevée & échancrée, l’inférieure eſt diviſée en trois lobes. Le lobe du milieu eſt plus grand, creuſé en cuilleron, & les deux latéraux plus courts. La couleur de cette corolle eſt bleue. 
Les étamines ſont au nombre de quatre, dont deux ſont plus longues, & attachées vers le bas du tube, & deux plus courtes, un peu au deſſus de l'endroit ou le tube eſt renflé. Leurs filets ſont blancs. Les anthères ſont longues, & en forme de flèche. 
Le piſtil eſt un ovaire vert, arrondi, ſurmonté d'un style menu, charge de quelques poils, terminé par un stigmate qui s'ouvre en deux lobes. 
L'ovaire devient une capsule ronde, ſèche, marquée de quatre ſillons, & enveloppée en partie par le calice. Elle s'ouvre de la pointe à la baſe en quatre valves, & contient des semences oblongues de forme irrégulière, ſillonnées, attachées par un cordon au placenta qui s'élève du fond de la capſule, & qui en occupe le centre ; ce placenta eſt échancré à ſon ſommet. 
La plante eſt repréſentée de grandeur naturelle. 
Elle croît au bord des ruiſſeaux, & s'étend ſur l'eau. 
Je l'ai obſervée en fleur & en fruit dans le mois de Juin, à la fontaine de l'habitation de M. Duchaflis, après avoir paſſé la rivière de Caïenne pour aller à Courou. »

— Fusée-Aublet, 1775.